# Tangail
Tangail è una città del Bangladesh appartenente alla divisione di Dacca, nella regione centrale del Bangladesh. Tangail è costituita da 5 corporazioni, 8 municipalità, 72 centene, 211 quartieri. Si trova sulle rive del fiume Louhajang, e fa parte della divisione di Dacca.

## Educazione
Prima della guerra di liberazione bengalese, a Tangail sono state create delle istituzioni scolastiche di notevole rilievo. Nel 1926 è stato istituito il Government Saadat College da Wazed Ali Khan Panni, uno zamindar (funzionario addetto alla riscossione delle tasse) e pedagogista di Tangail.
M.M. Ali College è stato istituito dalla Maulana Vasani a Kagmari (ad 1 km dal capoluogo).
Kumudini College fondato nel 1943 da Ranada Prasad Saha un filantropo di Tangail. Più tardi il collegio è stato trasformato in Kumudini Government College femminile.
Attualmente, vi sono 5 scuole di eccellenza gestite dal governo della città. Fra queste troviamo gli istituti "Bindubasini Government Boys' High School" fondata nel 1880 e "Bindubasini Government Girls' High School".
Tangail dispone anche di una università, la Mawlana Bhashani University of Science and Technology.